# 国立口之津海上技術学校
国立口之津海上技術学校（こくりつくちのつかいじょうぎじゅつがっこう、英語: National Kuchinotsu Maritime Poly-technical School）は、長崎県南島原市口之津町にある独立行政法人海技教育機構所管の学校。中学校卒業者を対象に生徒を募集し、船舶を運航できる船員を養成する学校である。
2025年（令和7年）4月現在、海上技術学校（中卒後3年間）は館山（千葉県）、そして口之津の2か所である。

## 所在地
- 〒859-2503 長崎県南島原市口之津町丁5782番地
- 北緯32度36分34秒 東経130度11分35秒 / 北緯32.60944度 東経130.19306度座標: 北緯32度36分34秒 東経130度11分35秒 / 北緯32.60944度 東経130.19306度
- 島原半島の最南端に位置する。

## 高等学校との違い
- 高等学校は文部科学省が所管するが、海上技術学校は国土交通省下の独立行政法人が所管するので「高等学校」という名称を用いていない。しかし、海上技術学校を卒業すると、文部科学大臣より、高等学校卒業と同等の資格が与えられる[1]。長崎県高校総合体育大会（高総体）にも出場しており、大学受験も可能である。高等学校とさほど変わりはない。ただし退学して他の高等学校に編入しようとすると単位の持ちこしができないので1年次からになる。
- 大学入試センター試験の際に必要になる高校コードも「文部科学大臣の指定したもの」として、国際バカロレア資格取得者、アビトゥア資格取得者、バカロレア（フランス共和国）取得者等と同様に、「53000A」が割り振られている[2]。

## 沿革

### 昭和
- 1954年（昭和29年）4月 - 運輸省所管国立口之津海員学校を開校。本科航海科・機関科（修業年限1年）を設置。
- 1955年（昭和30年）7月 - 本科航海科を本科甲板科と改称。
- 1965年（昭和40年）10月 - 補導[3]科司厨[4]科（修業年限3か月）を設置。
- 1966年（昭和41年）11月 - 司厨科棟が完成。
- 1969年（昭和44年）4月 - 本科を廃止。高等科（修業年限2年）開始。
- 1971年（昭和46年）4月 - 補導科司厨科を廃止し、本科司厨科（修業年限1年）を設置。調理師養成施設に指定。
- 1973年（昭和48年）3月 - 乙種二等航海士、内燃機関乙種二等機関士第一種養成施設に指定。
- 1976年（昭和51年）8月 - 新校舎が完成。
- 1978年（昭和53年）4月 - 本科司厨科を司厨科と改称。
- 1983年（昭和58年）12月
  - 五級海技士（航海）、内燃機関五級海技士（機関）第一種養成施設に指定される。
  - 消火、救命、航海英語及びレーダ観測者講習機関に指定される。
- 1986年（昭和61年）
  - 3月 - 司厨科を廃止。
  - 4月 - 高等科を廃止し、本科（修業年限3年）を設置。
  - 12月 - 四級海技士（航海）、内燃機関四級海技士（機関）第一種養成施設に指定される。

### 平成
- 1993年（平成5年）4月 - 乗船実習科（修業年限6か月）を設置。
- 2001年（平成13年）
  - 中央省庁改革により国土交通省所管となる。
  - 4月 - 全国8校の海員学校が統合され[5]、独立行政法人海員学校として発足。これに伴い国立口之津海上技術学校に改称。
- 2006年（平成18年）4月 - 独立行政法人海員学校と独立行政法人海技大学が統合され、独立行政法人海技教育機構として発足。

## 設置学科
- 本科（修業年数3年）
- 航海実習科（本科卒業後の6か月）

## 学期
3学期制。

## 共学・別学
男女共学。

## 寮
男子寮・女子寮が学校敷地内にあるが、通学生もいる。（基本的に寮にはいることになっている）

## 奨学金
奨学金制度がある。

## 取得できる資格

### 卒業（3年間）と同時
- 高等学校卒業同等資格（上述の通り）。
- 四級海技士免状[6]の受験資格の一部（筆記試験が免除）。
  - 四級海技士試験の受験には実際に船で働いた経験（「乗船履歴」）を経て、「筆記試験」と「口述試験」の両方に合格しなければならない（上述の通り、筆記試験は免除となる）。
  - 3年で卒業するか、その後続けて6か月間の乗船実習科を修了するかで、「乗船履歴」の期間が異なる。つまり試験を実際に受けられるまでの速さが異なる。
    - 3年で卒業: 卒業後、就職した企業の船で1年9か月乗船。
    - 卒業後すぐ航海実習科を修了: 6か月（修了と同時）。

### 在学中
- 以下の資格の取得が可能。
  - 第二級海上特殊無線技士

過去には小型船舶操縦士の資格の取得も行っていた。

## 進路
- 就職
- 進学
  - 航海実習科
  - 海技大学校（兵庫県芦屋市）
  - 一般大学

## カリキュラム
本科では以下の科目・実習を合わせて学ぶ。
- 一般科目: 高等学校で学ぶ普通教科
  - 国語、社会、数学、理科、英語、体育、情報など
- 専門科目（商船）: 海上技術者として必要な専門科目
  - 航海科目: 航海学、運用学[7]、海事法規、海洋気象
  - 機関科目: 船用機関、電気電子工学、計測制御
  - その他: 海運実務、海事英語、情報技術
  - 海上実習: 航機実技、海上実習、総合訓練
- 航海船航海実習（3か月）: 3年生の3学期に行う
  - 使用する練習船（海技教育機構所有）[8]
    - 帆船:
      - 「日本丸」 (2,570t)
      - 「海王丸」 (2,556t)

    - ディーゼル船: 
      - 「銀河丸」 (6,185t)
      - 「青雲丸」 (5,890t)
      - 「大成丸」 (3,990t)

## 学校設備
- 練習船: 「口洋丸」（こうようまる）
  - 「口」は口之津の頭文字。
  - 総屯数: 44t
  - 主機馬力: 441kW
  - 週に1度は海上実習を行い、操船や機関当直等の技術を学ぶ。
- 小型船
  - 小型艇「シーガル」「ジュピター」[9] : 小型艇の免許取得の訓練で使用。
  - カッター
  - 船外機（伝馬船）「はやぶさ」「ひばり」: ブイ係留のために岸壁から移動する際に使用。
- 建物
  - 艇庫
  - 技業棟: 甲板・機関に分かれ、実技実習を行う。
  - シミュレーター室: レーダーAPRMシミュレーターと機関シミュレーター
  - 自動制御室

## 制服
- 色は黒。
- 男子: 学生服（学ラン）
- 女子: ブレザー・ネクタイ

## 学校行事
1学期
- 4月 - 始業式、入学式、新入生歓迎会、新入生歓迎遠足、第1回保護者会
- 5月 - 中間考査
- 6月 - 高総体、1年生調理実習、球技大会、期末考査、四級海技士口述試験補講
- 7月 - 水泳訓練（3日間）、救命講習、サバイバル訓練、マリンフェスタ、第1回オープンスクール、終業式
- 8月 - 夏休み

2学期
- 9月 - 始業式、球技大会、第2回オープンスクール、四級海技士口述試験対策補講、2年生無線講習
- 10月 - バス遠足（学年で行き先が異なる）、3年生一日航海実習、中間考査、四級海技士口述試験対策補講
- 11月 - 第2回保護者会
- 12月 - 期末考査、3年生修了式、終業式

3学期
- 1月 - 3年生練習船乗船（3か月）、始業式、耐寒訓練（10日間、最終日はマラソン大会）、推薦入試[10]、第3回保護者会
- 2月 - 一般入試[11]
- 3月 - 学年末試験、3年生練習船下船、本科卒業式、修了式

## 部活動
運動部のみである。
- カッター部
  - 福岡県立水産高等学校や長崎県立長崎鶴洋高等学校と練習試合を行っている。
- サッカー部
- バスケットボール部
- ソフトテニス部
- 逍遥[12]部

かつては卓球部、ペーロン同好会、ワンダーフォーゲル、園芸同好会もあった。

## アクセス
- 島鉄バス「中橋入口」バス停（「大屋」と「貝瀬橋」の間）
- 国道251号島原街道
2008年（平成20年）3月まで島原鉄道が運行しており、近くに東大屋駅や口之津駅があったが、廃止された。

## 周辺
- 口之津大屋郵便局
- 口之津病院
- 口之津保育園
- 静雲寺
- 本田屋かすてら本舗
- 松田屋かすてら本舗
- 口之津港
  - 島原鉄道が天草鬼池港との間にフェリーを運航。
- 天草灘
- 西側に少し行くと、口之津地区中心部がある。

- 南島原市役所口之津支所
- 南島原警察署
- 長崎県立口加高等学校
- 南島原市立口之津中学校
- 南島原市立口之津小学校

- 南島原市立口之津図書館
- ホームプラザナフコ口之津店
- 居酒屋縁処俺ん家
- スーパーマーケットサンピア
- ドラッグストアモリ口之津店
- 十八親和銀行口之津支店
- 十八親和銀行口之津中央支店

- ファミリーマート南島原口之津店
- セブンイレブン南島原口之津店
- デイリーヤマザキ島原口之津店